# 中島 (屈斜路湖)
中島（なかじま）は屈斜路湖の島である。湖中島としては日本最大。上陸は禁止されている。

## 概要
屈斜路カルデラの後カルデラ火山。タフリングが形成された後に、2個の溶岩ドームが形成された。形成時期は2万3000年前よりは新しい。
水面上は直径2.5km、高さ175mであるが、水面下を含めると直径4km、高さ210mの山体を有する。山体斜面は侵食が進んでおり、多数のガリが形成されている。

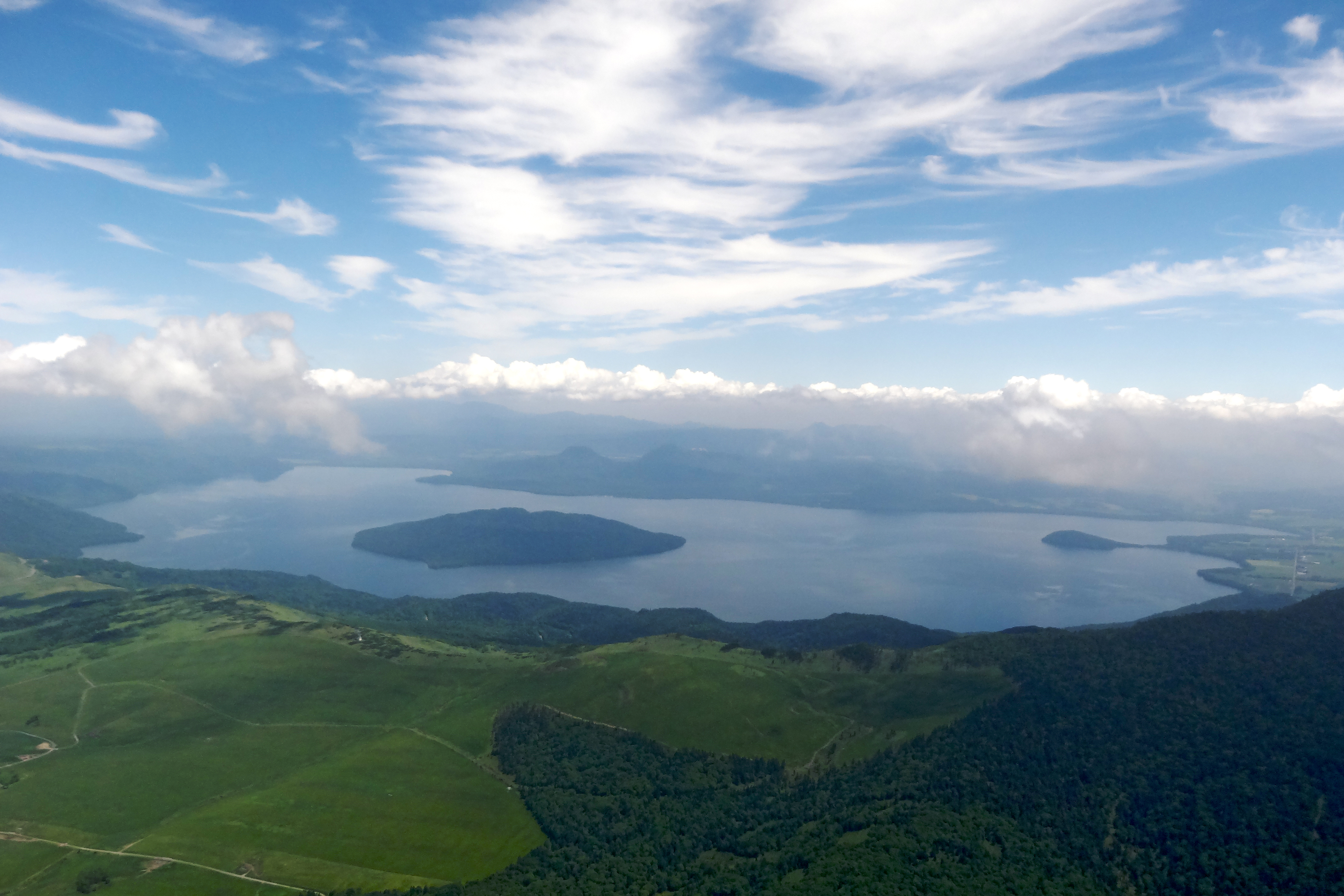
西から空撮